# ルーカス・モンデーロ
ルーカス・モンデーロ・ガルシア（Lucas Mondelo García、1967年7月28日 - ）は、日本のバスケットボール指導者である。Wリーグのトヨタ自動車アンテロープスと女子スペイン代表それぞれのヘッドコーチを兼任していた。

## 来歴
スペイン国内でプロバスケットボール選手として活躍した後、2006年より女子バスケットボール指導者としてキャリアを歩む。
2010年にヘッドコーチ就任したCBアベニーダでは2011年にスペインリーグ、スーパーカップ、ユーロリーグの三冠達成。
2012年から2016年まで中国の山西フレイムヘッドを務め、2013年からWCBA3連覇達成。
2016年から2019年までロシアのディナモ・クルスクのヘッドを務め、2017年にロシアカップ 、ユーロリーグ、欧州スーパーカップの三冠達成。
2013年からはクラブと並行して女子スペイン代表ヘッドも兼任し、2014年世界選手権と2016年リオデジャネイロオリンピックでともに銀メダル、2018年ワールドカップで銅メダルに導いた。
2019年、トヨタ自動車アンテロープスヘッドコーチに就任。2020-21シーズンのWリーグでトヨタをリーグ初優勝に導いた。2021-22シーズン、リーグ連覇を達成し、コーチオブザイヤーを受賞。
2022年退任。
2023年、トヨタ紡織サンシャインラビッツヘッドコーチ就任。